# Elasmodactylus tuberculosus
Elasmodactylus tuberculosus (товстопалий гекон бородавчастий) — вид геконоподібних ящірок родини геконових (Gekkonidae). Мешкає в Східній і Центральній Африці.

## Поширення і екологія
Бородавчасті товстопалі гекони мешкають на півдні і сході Демократичної Республіки Конго, на півночі Замбії і в центральній Танзанії. Вони живуть у відкритих і лісистих саванах, на висоті до 1700 м над рівнем моря. Трапляються на деревах, і скелях, а також в людських поселеннях. Живляться жуками та іншими комахами. Самиці відкладають 2 яйця..